# Sadakazu Tanigaki
Sadakazu Tanigaki (jap. 谷垣 禎一 Tanigaki Sadakazu; ur. 7 marca 1945 w Fukuchiyamie) – japoński polityk, minister finansów w latach 2003–2006. Minister infrastruktury, transportu i turystyki w 2008. Przewodniczący Partii Liberalno-Demokratycznej od 28 września 2009 do 26 września 2012.

## Młodość i edukacja
Sadakazu Tanigaki urodził się w 1945 w Fukuchiyamie w prefekturze Kioto. W 1974 został absolwentem prawa Uniwersytetu Tokijskiego i rozpoczął pracę jak sekretarz swojego ojca, który zajmował wówczas stanowisko ministra edukacji. W 1979 zdał egzamin adwokacki. W 1982, po zakończeniu praktyki, został zarejestrowany jako prawnik. 

## Kariera polityczna
W sierpniu 1983 Tanigaki dostał się po raz pierwszy do Izby Reprezentantów, wygrywając wybory uzupełniające zorganizowane po śmierci jego ojca. W wyborach w 1983, 1986, 1990, 1993, 1996, 2000, 2003 i w 2005 uzyskiwał reelekcję do izby niższej parlamentu.
W 1997 przez krótki czas stał na czele Agencji Nauki i Technologii. W latach 1997–1998 zajmował stanowisko ministra stanu ds. nauki i technologii. W gabinecie premiera Jun’ichirō Koizumiego pełnił kolejno funkcje: ministra stanu ds. ożywienia przemysłowego (listopad 2002-wrzesień 2003), ministra stanu ds. bezpieczeństwa żywnościowego (lipiec 2003-wrzesień 2004) oraz ministra finansów (od 22 września 2003 do 26 września 2006).
We wrześniu 2006, po ustąpieniu ze stanowiska lidera PLD przez Jun'ichirō Koizumiego, Tanigaki ubiegał się o przewodnictwo w partii. W wewnątrzpartyjnych wyborach zajął jednak trzecie miejsce, ustępując miejsca Shinzō Abe i Tarō Asō. We wrześniu 2007 został przewodniczącym Rady ds. Badań Politycznych PLD. Od 2 sierpnia 2008 do 24 września 2008 zajmował stanowisko ministra infrastruktury, transportu i turystyki w rządzie premiera Yasuo Fukudy.
13 września 2009 Tanigaki ogłosił zamiar ubiegania się o przywództwo Partii Liberalno-Demokratycznej po rezygnacji z tego stanowiska przez premiera Tarō Asō z powodu przegranej w wyborach parlamentarnych. 28 września 2009 został wybrany nowym przewodniczącym Partii Liberalno-Demokratycznej. W partyjnym wyścigu, pokonał dwóch młodszych konkurentów, Tarō Kōno i Yasutoshiego Nishimurę, zdobywając 300 z 498 głosów delegatów PLD.

## Odznaczenia
- Krzyż Wielki Orderu Zasługi – 2010, Portugalia[6]